# Hippodrome de Texonnieras
 (décembre 2015).
L'Hippodrome de Texonnieras se situe à Couzeix près de Limoges en Haute-Vienne. C'est un hippodrome inauguré en 1821 et modernisé au début des années 1970. Il est ouvert au galop avec une piste en herbe de 2 000 m et au trot avec une piste en sable de 1 300 m, avec corde à droite. Il s'agit aussi d'un centre équestre situé à environ 500 m de l'hippodrome.

## Histoire
Seul champ de courses de la périphérie de Limoges et un des plus anciens de France.
Les Haras ayant été réorganisés, par décret impérial, en 1805, la Société de Courses de Limoges manifesta son existence le 8 septembre 1808. Et quelques mois après, des réunions hippiques furent organisées en Limousin. Pour Limoges, elles eurent lieu sur la route de Pierre-Buffière, sur le plateau de Boisseuil, à La Chalussie, à proximité du Roseau, alors propriété de M. Benoist du Buis-Puyfranc, cavalier émérite et dont le frère aîné était maire de Couzeix.
En 1821, sous l’administration de M. de Boisseuilh, directeur du Haras de Pompadour, et avec le concours de MM. De Ventaux, de Maldent, de Douhet, de Nexon, Benoist du Buis, de Labastide et Jabet, l’hippodrome fut établi près de Texonniéras, où il est encore. MM. Jabet et de Labastiste ayant abandonné à la société un terrain suffisant pour l’édification du champ de courses, dans un site où l’on jouit d’une vue fort étendue et agréable.
Couzeix a connu pendant plus d’un siècle une vie hippique assez intense, des réunions suivies et très réussies. Plusieurs écuries renommées s’étaient implantées sur son sol, l’une d’elles a fourni le fameux cheval « Le Petit-Caporal ».